# Plagne Aime 2000
Plagne Aime 2000, Aime 2000 of Aime-La Plagne is een skidorp in het Franse wintersportgebied La Plagne, deel van Paradiski. Het bevindt zich tussen 2000 en 2100 meter boven zeeniveau, grotendeels op het grondgebied van de gemeente Aime-la-Plagne tot net over de grens met La Plagne Tarentaise, beide in het departement Savoie. 
Het werd in december 1969 ingewijd als tweede skidorp van het in 1961 geopende La Plagne. Plagne Aime 2000 vormt geen klassiek dorp, maar bestaat uit een vijftal vrijstaande gebouwen langs haarspeldbochten op een steile helling. Opvallend is het langgerekte hoofdgebouw, bijgenaamd le paquebot des neiges (pakketboot van de sneeuw), dat werd ontworpen door Michel Bezançon, alsook de Club Med uit 1990, waarvoor inspiratie werd geput uit de architectuur van Tibetaanse tempels. De paquebot kreeg van het Franse ministerie van Cultuur het label Patrimoine du xxe siècle.

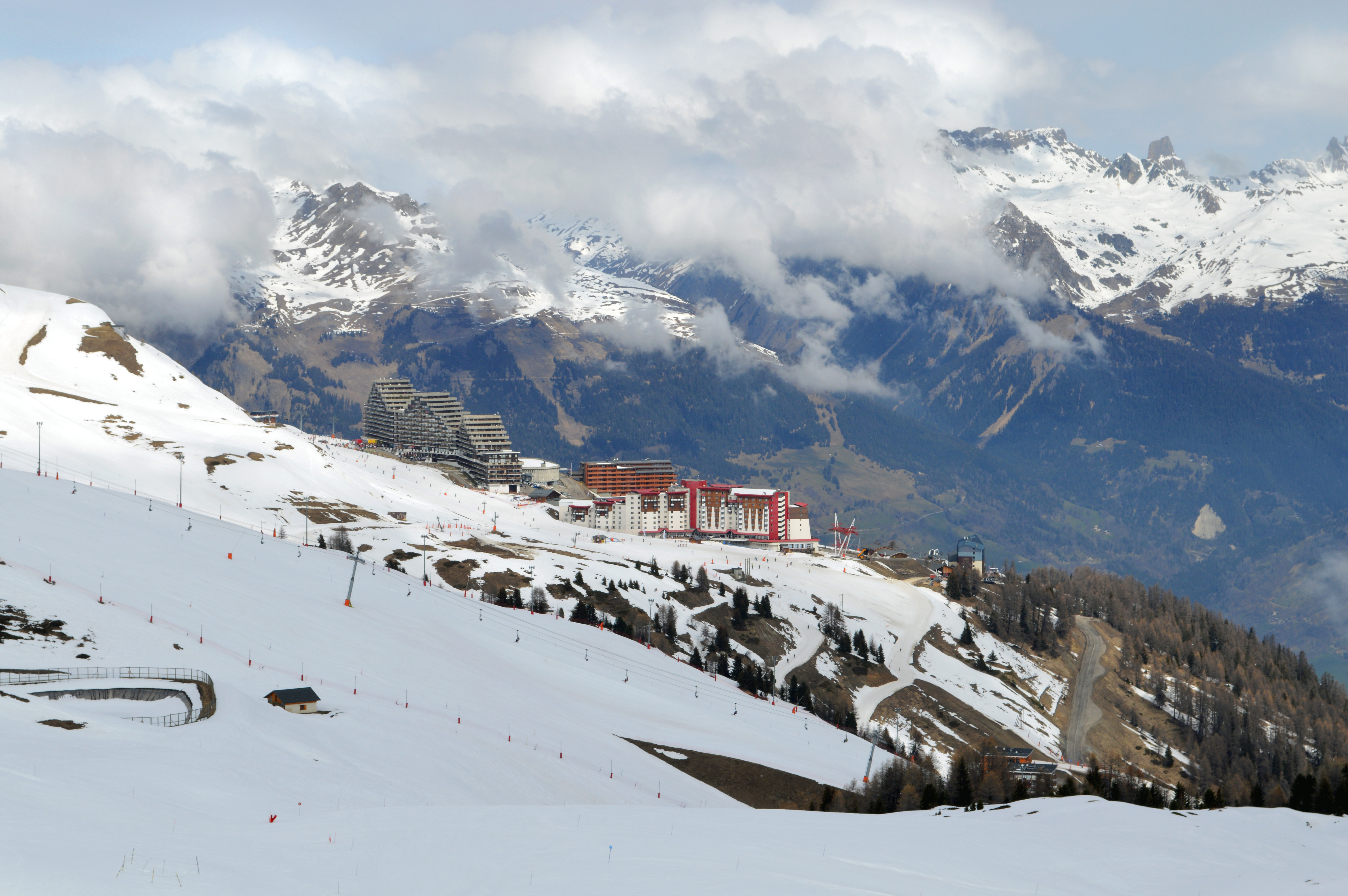
Zicht op Plagne Aime 2000 vanaf de piste Verdons Nord in het zuiden. Het gebouw met de golvende daklijn links is de paquebot des neiges, het gebouw rechts is de Club Med uit 1990.